# Premi Joves Advocats Antonio Hernández-Gil
El Premi Joves Advocats “Antonio Hernández-Gil” és un premi espanyol atorgat anualment que reconeix l'excel·lència dels joves advocats i advocades en la seva formació, el seu coneixement del Dret i en la pràctica de l'advocacia.
El premi va ser creat per la companyia Nova Mútua Sanitària l'any 2021 per a reconèixer l'excel·lència dels advocats i advocades més joves dins de l'advocacia espanyola. El premi porta el nom d'Antonio Hernández-Gil Álvarez-Cienfuegos (1953-2020), advocat, professor universitari i catedràtic de Dret Civil. Degà del Col·legi d'Advocats de Madrid, vicepresident primer del Consell General de l'Advocacia Espanyola, Acadèmic de Número de la Reial Acadèmia de Jurisprudència i Legislació i Doctor Honoris causa per la Universitat Pontifícia de Comillas, fill d'Antonio Hernández Gil (1915-1994).
Per a optar al Premi Joves Advocats cal estar en possessió del Grau en Dret i el Màster d'accés a l'advocacia i haver obtingut en totes dues titulacions mínim una nota mitjana superior a vuit sobre deu (8 de 10), tenir el títol d'advocat (TPA), estar col·legiat en un col·legi d'advocats (un any mínim) i exercir com a advocat. Es té en compte tenir una excel·lent trajectòria en la seva formació, un coneixement excel·lent del dret i l'exercici de l'advocacia.
Es tracta d'un premi nacional d'àmbit de tot Espanya, a diferència d'altres premis, com per exemple el Premi Extraordinari Futurs Advocats i Advocades de Barcelona del ICAB del Il·lustre Col·legi de l'Advocacia de Barcelona que és un premi d'àmbit únicament de Barcelona, en el qual només poden participar alumnes d'universitats barcelonines (Universitat de Barcelona, Universitat Pompeu Fabra, Universitat Abat Oliba i ESADE).
L'any 2020 hi havia al voltant de 250.000 advocats col·legiats en tot Espanya, dels quals 154.000 eren advocats col·legiats exercents i 95.000 advocats col·legiats no exercents.